# کپور دهان‌بزرگ
کپور دهان‌بزرگ (نام علمی: Labeo kontius) نام یک گونه از تیره کپورماهیان است.